# 황혼의 제3부두
황혼의 제3부두는 1971년 공개된 대한민국의 영화이다.

## 배역
- 신성일
- 남정임
- 황해

## 수상
- 1971년 제8회 청룡영화상
  - 남우조연상 - 황해